# Methemoglobinémie
Methemoglobinémie je fyziologická porucha charakterizovaná přítomností abnormálně vysokého množství methemoglobinu (metHb) v krvi. Methemoglobin je oxidovaná forma hemoglobinu, která nemá skoro žádnou afinitu ke kyslíku, proto nemůže téměř žádný kyslík přenést do tkání. Pokud je jeho koncentrace v červených krvinkách zvýšená, může se projevit tkáňová hypoxie.

## Obecné informace
Normální hladina methemoglobinu je pod 1 %, měřeno ko-oximetrickým testem;[zdroj?]  u zdravých dětí je tato hladina až 3,61—6.44 % (měřeno spektrofotometricky), protože mají méně aktivní enzym methemoglobinreduktázu Zvýšené hladiny methemoglobinu se objevují tehdy, když jsou mechanismy chránící proti oxidativnímu stresu v červených krvinkách přetíženy a železnatý iont (Fe2+) v hemové skupině molekuly hemoglobinu se zoxiduje na železitý (Fe3+). Tím se hemoglobin převede na methemoglobin, který váže kyslík mnohem silněji než hemoglobin. To vede ke tkáňové hypoxii, protože vysoké hladiny methemoglobinu v krvi vážou kyslík a nedokáží ho uvolňovat tak, jak je potřeba. Spontánní tvorba methemoglobinu je normálně blokována ochrannými enzymovými systémy, např. NADH-methemoglobinreduktázou čili cytochrom b5 reduktázou (hlavní dráha), NADPH-methemoglobinreduktázou (vedlejší dráha) a v menší míře kyselinou askorbovou a systémy glutathionových enzymů.[zdroj?] Problémy s těmito systémy vedou k methemoglobinémii.

## Typy methemoglobinémie

### Vrozená methemoglobinémie

Vrozená forma methemoglobinémie má autosomálně recesivní vzorek dědění

Při deficitu enzymu diaforázy I (NADH-methemoglobinreduktázy) hladiny methemoglobinu stoupají a krev těchto pacientů má omezenou kapacitu pro přenos kyslíku. Taková tepenná krev není červená, nýbrž hnědá. Kůže bělošských pacientů s touto poruchou má proto namodralý odstín. Dědičná methemoglobinémie je způsobována recesivním genem. Má-li tento gen jen jeden z rodičů, bude mít potomek normálně zbarvenou kůži, mají-li však gen oba rodiče, bude mít kůži namodralou (což signalizuje methemoglobinémii).
Jiná příčina vrozené methemoglobinémie se pozoruje u pacientů s abnormálními variantami hemoglobinu, například hemoglobinu M (HbM) nebo hemoglobinu H (HbH), které nejsou podrobitelné redukci, byť enzymový systém není narušen.
Methemoglobinémie se může objevit také u pacientů s deficitem pyruvátkinázy, vzhledem k narušené produkci NADH - esenciálního kofaktoru pro diaforázu I. Podobně u pacientů s deficitem glukózo-6-fosfátdehydrogenázy může být narušena produkce jiného kofaktoru, NADPH.

### Získaná methemoglobinémie
Methemoglobinémie může být také získaná. Ochranné enzymové systémy normálně přítomné v červených krvinkách udržují u zdravých lidí hladinu methemoglobinu na méně než 1 procentu celkového hemoglobinu. Expozice exogenním oxidantům a jejich metabolitům (například benzokainu nebo dusičnanům) může zrychlit tvorbu methemoglobinu až tisíckrát, překročit možnosti ochranných enzymových systémů a akutně zvýšit hladinu methemoglobinu.
Mezi klasické chemické příčiny methemoglobinémie patří antibiotika (trimethoprim, sulfonamidy a dapson), lokální anestetika (zvláště artikain a prilokain) a další látky, například anilinová barviva, metoklopramid, chlorečnany, mefedron nebo bromičnany. Methemoglobinémii může způsobit také požití dusitanů nebo dusičnanů (například patinovacího činidla dusičnanu vizmutitého). Součástí rekreačních drog, nazývaných poppers je amylnitrit, který vyvolává methemoglobinemii vdechováním.
Děti do 6 měsíců věku jsou zvláště citlivé na methemoglobinémii způsobenou dusičnany v pitné vodě (tzv. „modrání kojenců“), dehydrataci způsobenou gastroenteritidou s průjmem, na sepsi a na povrchová anestetika obsahující benzokain nebo prilokain. Dusičnany obsažené v zemědělských hnojivech mohou prosakovat skrz půdu a kontaminovat vodu. Současný standard EPA pro dusík v dusičnanech v pitné vodě je s ohledem na ochranu dětí stanoven na 10 ppm. Český limit pro dusičnany v pitné vodě je 50 mg/l.